# 1767
1767 (MDCCLXVII) fue un año común comenzado en jueves según el calendario gregoriano.

## Acontecimientos
- Balleneros mexicanos llegan a la Antártida por primera vez, comenzando su explotación comercial.
- América del Norte - Nuevas tensiones entre Gran Bretaña y sus colonias americanas con la imposición de nuevas tasas aduaneras para las importaciones americanas (Townshend Acts) provocando un boicot de los productos ingleses.
- 27 de febrero -  Pragmática sanción de Carlos III de España por lo que se expulsa a los jesuitas de todos los dominios de la Monarquía española.
- 1 de abril
  - La Compañía de Jesús es expulsada de España por mandato de Carlos III y su primer ministro, el conde de Aranda, mediante una Pragmática Sanción.[1]
  - Luis XV ordena a los franceses instalados en las Malvinas desalojar el archipiélago.
- 2 de abril: Expulsión de los jesuitas de los territorios españoles.

## Arte y literatura
- 13 de mayo: Mozart estrena Apolo y Jacinto en Salzburgo.

## Nacimientos

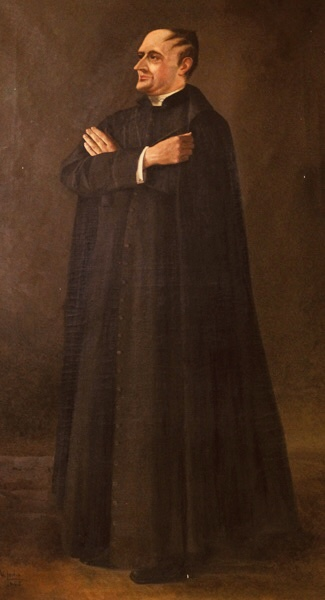
José Matías Delgado.

### Enero
- 5 de enero: Jean-Baptiste Say, economista francés (f. 1832).

### Febrero
- 10 de febrero: Luis Daoíz, militar español, héroe de la Guerra de la Independencia española (f. 1808).
- 18 de febrero: José Simeón Cañas, eclesiástico y político salvadoreño (f. 1838).
- 24 de febrero: José Matías Delgado, eclesiástico y político salvadoreño (f. 1832).

### Marzo
- 15 de marzo: Andrew Jackson, militar, político estadounidense y 7° presidente desde 1829 hasta 1837 (f. 1845).

### Abril
- 1 de abril: Domingo Francisco Jordi Badía y Leblich, espía, arabista y aventurero español, conocido también como Alí Bey (f. 1818).

### Mayo
- 12 de mayo: Manuel Godoy, noble y político español (f. 1851).
- 13 de mayo: Juan VI de Portugal, rey de Portugal (f. 1826).

### Junio
- 22 de junio: Wilhelm von Humboldt, lingüista y político alemán (f. 1835).

### Julio
- 11 de julio: John Quincy Adams, político estadounidense y 6° presidente desde 1825 hasta 1829 (f. 1848).

### Octubre
- 25 de octubre: Benjamin Constant de Rebecque, político y escritor francés de origen suizo (f. 1830).
- 19 de octubre: Silvestre Pérez, arquitecto español (f. 1825).

## Fallecimientos
- 25 de junio: Georg Philipp Telemann, compositor barroco alemán (n. 1681)
- 14 de septiembre: José de Iturriaga, marino y político español. (n. 1699)